# Laura Flessel-Colovic
Laura Flessel-Colovic (født 6. november 1971 i Pointe-à-Pitre (Guadeloupe) er en fransk politiker og tidligere fransk sportsminister. Flessel-Colovic er tidligere fægter og har vundet seks verdensmesterskaber, et europamesterskab og to olympiske guldmedaljer. Efter at hun havde kvalificeret sig til sit femte og sidste OL i London, blev hun valgt til at være fanebærer for det franske hold. Hendes kælenavn er gedehamsen efter hendes vane med at ramme sine modstandere på foden.
Hun blev udnævnt til sportsminister i Édouard Philippes regering den 17. maj 2017. I september 2018 valgte hun at trække sig som minister af personlige årsager.

## Ordner
- 6 september 1996: Ridder af Légion d'honneur
- 2004: Kommandør af Ordre national du Mérite[4]